# Come Back, Little Sheba
Come Back, Little Sheba és una pel·lícula estatunidenca dirigida per Daniel Mann, estrenada el 1952.

## Argument
Lola Delaney (Shirley Booth) és la descurada esposa de Doc (Burt Lancaster), un alcohòlic en via de recuperació. L'existència dels Delaney resulta monòtona i sense canvis, però fa un gir quan el matrimoni accepta una encantadora llogatera, Marie (Terry Moore). Marie es converteix en la filla que mai no van tenir. Però quan la jove s'enamora, Doc té un atac de gelosia i ha d'enfrontar-se de nou a la temptació de la beguda...

## Repartiment
- Burt Lancaster: Doc Delaney
- Shirley Booth: Lola Delaney
- Terry Moore: Marie Buckholder
- Richard Jaeckel: Turk Fisher
- Philip Ober: Ed Anderson
- Edwin Max: Elmo Huston

## Premis i nominacions[calcitació]

### Premis
- 1953. Oscar a la millor actriu per Shirley Booth
- 1953. Premi a la interpretació femenina (Festival de Cannes) per Shirley Booth
- 1953. Globus d'Or a la millor actriu dramàtica per Shirley Booth

### Nominacions
- 1953. Oscar a la millor actriu secundària per Terry Moore
- 1953. Oscar al millor muntatge per Warren Low
- 1953. Globus d'Or a la millor pel·lícula dramàtica
- 1953. Gran Premi del Festival per Daniel Mann
- 1954. BAFTA a la millor pel·lícula
- 1954. BAFTA a la millor actriu estrangera per Shirley Booth